# Batıbelenören, Yenipazar
Batıbelenören là một xã thuộc huyện Yenipazar, tỉnh Bilecik, Thổ Nhĩ Kỳ. Dân số thời điểm năm 2011 là 119 người.